# باشگاه فوتبال سنترال کوست
باشگاه فوتبال سنترال کوست یک باشگاه فوتبال از جزایر سلیمان در هونیارا است که از سال ۲۰۲۰ در تلکام اس-لیگ بازی می‌کند. آنها تا سال ۲۰۱۹ در لیگ فوتبال هونیارا بازی می‌کردند، اما از فصل ۲۰۲۰ آنها در بالاترین سطح در جزایر سلیمان بازی می‌کردند. علاوه بر فوتبال، این باشگاه به عنوان یک تیم فوتسال نیز شروع به کار کرد. اولین زمین تمرینی آن در مرکز هونیارا، در نزدیکی ساحل بود، اما این تیم توسط مردم و فوتبالیست‌های مالائیتا ایجاد شد.
تلکام اس-لیگ اولین جام خود را در تلکام اس-لیگ در فصل ۲۰۲۱ به دست آورد.